# Megumi Satsu
Megumi Satsu (en japonés: 薩 め ぐ み, 14 de febrero de 1948, Sapporo , Japón - 18 de octubre de 2010, París ) fue una excéntrica cantante franco-japonesa . 

Megumi Satsu lanzó algunos sencillos en Japón al principio de su carrera y luego se mudó a Francia a finales de los años setenta.  Fue descubierta por Jacques Prevert, quien escribió un álbum de canciones nuevas especialmente para ella.  Años después grabaría algunos álbumes adicionales con la colaboración de algunos de los escritores franceses más famosos; Roland Topor, Jean Baudrillard, William Cliff y Frédéric Mitterrand (quien fue Ministro de Cultura en Francia bajo la presidencia de Nicolas Sarkozy).  Estas grabaciones fueron lanzadas en colaboración con músicos famosos como Serge Perathoner o Patrick Vasori, por nombrar solo algunos.  Con su repertorio alternativo, su interpretación expresionista y su personalidad carismática, Mégumi se convirtió en el ícono de una generación clandestina alternativa y en la musa de los modistas que vieron en ella a la nueva Marlene Dietrich con un toque asiático.  Tuvo la oportunidad de cantar algunos poemas franceses escritos por Jacques Prévert . Pocos años antes de morir, Prévert vio a Satsu en la televisión; Estaba fascinado por su voz y su personalidad.  Le dijo a su esposa que Satsu sería la indicada para interpretar algunos de sus textos no editados. La esposa de Prévert se comunicó con Megumi Satsu después de que su esposo muriera y ella asumiera el proyecto. Baudrillard también escribió dos canciones para ella, "Motel Suicide" y "Lifting Zodiacal".  Roland Topor también quedó cautivada por esta "dama de negro" que llevaba sombreros extraños. Escribió dos canciones, "Monte dans mon Ambulance" y "Je m'aime".  Megumi Satsu cantaba principalmente en francés, aunque grabó algunas canciones en japonés e inglés. También se inspiró en la década de 1930, como la interpretación de Bertolt Brecht en francés. 

## Discografía
- 1979 : Megumi Satsu chante Prévert (LP)
- 1980 : Zozo Lala, Kaze/Normandie (45T)
- 1980 : Je m'aime (LP)
- 1984 : Silicone Lady (Motel suicide) (LP)
- 1986 : Give back my soul (maxi 45T)
- 1986 : Silicone Lady (Motel suicide) (reissue)
- 1987 : Chante Prévert (reissue)
- 1991 : Du vent à la folie (CD single 2 tracks)
- 2002 : Sombre dimanche (compilation, 1 track)
- 2006 : Chansons littéraires des années 30
- 2008 : Complete discography digitally reissued
- 2008 : En concert au Bataclan 1984
- 2009 : Après ma mort
- 2011 : Remixes VOL1
- 2011 : Remixes VOL2
- 2011 : Je m'aime, en concert (1980)
- 2011 : Give back my soul, (The Complete Story)
- 2011 : Ma petite annonce (7 versions)
- 2011 : Chansons inédites et versions alternatives
- 2012 : Rebirth (Remixes vs DJ Wen!ngs)
- 2014 : Megumi Satsu et Claude Rolland interprètent Cocteau, Brecht et Prévert (1974)
- 2014 : Silicone Lady (Motel Suicide) Deluxe Expanded
- 2015 : Stage Tokyo 1982 (live recording)
- 2015 : Prévert Récital Tokyo 1982 (live recording)